# Betta ferox
Betta ferox е вид бодлоперка от семейство Osphronemidae.

## Разпространение
Видът е разпространен в Тайланд.

## Описание
На дължина достигат до 6,3 cm.